# Иван Йовев
Иван Йовев – Гарибалдето е български революционер, гарибалдиец.

## Биография
Йовев е роден в габровската махала Бичкинята. Работи като търговец на риба. Влиза като доброволец в отрядите на Джузепе Гарибалди. В 1876 година влиза в четата на Цанко Дюстабанов и е назначен за военен началник на Ново село.
Преди смъртта си дарява имотите си на училището в Бичкинята.